# Далёкие близкие годы
«Далёкие близкие годы» — советский чёрно-белый художественный фильм, снятый режиссёром Камилем Ярматовым на киностудии «Узбекфильм» в 1976 году.

## Сюжет
Фильм о работе чекистов в Туркестане в 1920-е годы.
Журнал «Спутник кинозрителя» в сентябре 1977 года писал:

Работа режиссера Камила Ярматова «Далёкие близкие годы», приключенческая лента на историко-революционную тему с элементами вестерна, детектива и социальной драмы. Думается, намерением авторов было рассказать о первых шагах Советской власти в Средней Азии при помощи уже отлично зарекомендовавших себя приемов зрелищного кинематографа: напряжённый сюжет, динамичное действие, отчаянные схватки, выстрелы из-за угла, возможные предательства и неожиданные союзники…

Чтобы вернуть украденное басмачами золото стране, не дать богатству народа уплыть за границу, авторы посылают разведчика Джуму Матниязова в самое пекло, в логово врага. Герой попадает в обстоятельства критические, предельные — и в единоборстве с ними проявляет незаурядный характер, выдержку, смелость.

## В ролях
- Шукур Бурханов — Матнияз Байсунов, отец Джумы (роль озвучил Сергей Курилов)
- Пулат Саидкасымов — Джума Матниязов, сын Байсунова (роль озвучил Александр Белявский)
- Юрий Пузырёв — Кирилл Акимович Карташов
- Закир Мухамеджанов — Джунаид-хан
- Санат Диванов — Азиз Талипович Ризаев, секретарь ЦК компартии Хорезмской народной советской республики
- Баба Аннанов — Курбан Ишанкулов, полковник
- Джавлон Хамраев — Оманияз-оглы
- Саидкамиль Умаров — Миркамил Миршарапов
- Тургун Азизов — Атамаскулов
- Якуб Ахмедов — Ибрагимов
- Вахаб Абдуллаев — эпизод
- Хабиб Нариманов — Хафиз
- Мелис Абзалов — эпизод
- Ульмас Алиходжаев — эпизод
- Максуд Атабаев — эпизод
- Артык Джаллыев — Мерид, командующий войсками ислама Великого Шейха Джунаид-хана
- Сагди Табибуллаев — Таджи-ака
- Джура Таджиев — эпизод
- Анвар Кенджаев — эпизод
- Владимир Прохоров — матрос
- Николай Бармин — Карпенко, балтийский матрос
- Артур Нищёнкин — матрос
- Николай Смирнов — боцман Неделя
- Турсун Иминов — эпизод
- Алексей Розанцев — эпизод
- Яхьё Файзуллаев — чекист (нет в титрах)
- Кудрат Ходжаев — Анвар (нет в титрах)

## Съёмочная группа
- Сценарий: Михаил Мелкумов, Камиль Ярматов
- Режиссёр-постановщик: Камиль Ярматов
- Оператор-постановщик: Мирон Пенсон
- Художник-постановщик: Вадим Добрин
- Композитор: Феликс Янов-Яновский
- Режиссёры: Ю. Бзаров, С. Шамшаров
- Оператор: Н. Гулямов
- Звукооператор: Н. Шадиев
- Консультант: Э. Юсупов
- Монтажёр: Г. Панн
- Редактор: К. Гельдыева
- Художники-гримёры: Х. Таджиев, С. Щербакова
- Художник по костюмам: Р. Сулейманов
- Комбинированные съёмки:
  - оператор: А. Шкарин
  - художник: Х. Рашитов
- Ассистенты
  - режиссёра: Т.Джураев, А. Унарбаев
  - оператора: А. Саибджанов, Ф.Фатыхов
  - художника: С. Шерстюк
- Дирижёр: Д. Штильман
- Директоры картины: У. Тухтаев, Л. Верлоцкий

## Награды
- Специальный приз жюри X Всесоюзного кинофестиваля, Рига, 1977